# چاه خسروی‌ها
چاه خسروی‌ها روستایی در دهستان غیناب بخش مرکزی شهرستان سربیشه استان خراسان جنوبی ایران است.

## جمعیت
بر پایه سرشماری عمومی نفوس و مسکن در سال ۱۳۹۵ جمعیت این روستا ۴۷ نفر (۱۱خانوار) بوده‌است.